# Arnaldo Catalan

Erzbischofswappen von Arnaldo Catalan

Arnaldo Sanchez Catalan (* 18. September 1966 in Manila) ist ein philippinischer Geistlicher, römisch-katholischer Erzbischof und Diplomat des Heiligen Stuhls.

## Leben
Arnaldo Catalan empfing am 25. März 1994 das Sakrament der Priesterweihe für das Erzbistum Manila. Er wurde in den Fächern Katholische Theologie und Kanonisches Recht promoviert.
Am 1. Juli 2001 trat Arnaldo Catalan in den diplomatischen Dienst des Heiligen Stuhls ein. Nach der Ausbildung an der Päpstlichen Diplomatenakademie war er an den Nuntiaturen in Sambia, Kuwait, Mexiko, Honduras, in der Türkei, in Indien, Argentinien, auf den Philippinen und in der Republik China (Taiwan) tätig.
Am 31. Januar 2022 ernannte ihn Papst Franziskus zum Titularerzbischof von Apollonia und zum Apostolischen Nuntius in Ruanda. Der Präfekt der Kongregation für die Evangelisierung der Völker, Luis Antonio Kardinal Tagle, spendete ihm am 11. Februar desselben Jahres in der Kathedrale von Manila die Bischofsweihe; Mitkonsekratoren waren der Erzbischof von Manila, Jose F. Kardinal Advincula, und der Apostolische Nuntius auf den Philippinen, Erzbischof Charles Brown. Sein Wahlspruch Iuxta misericodiam non deficimus („Durch die Barmherzigkeit werden wir nicht entmutigt“) stammt aus 2 Kor 4,1 .